# Elaeocarpus kirtonii
Elaeocarpus kirtonii es un árbol de la selva lluviosa del este de Australia. Crece desde el  poblado de Milton en Nueva Gales del Sur (35° S) hasta el Parque Nacional Eungella (20° S) en el trópico de Queensland. Crece en bosques húmedos, subtropicales y templados. Se le ve con frecuencia en sitios más fríos y húmedos y en los ricos suelos volcánicos y aluviales. Algunos de los muchos nombres comunes incluyen Silver Quandong  de plata (Silver Quandong), Quandong de corazón pardo (Brown hearted Quandong), Palo blanco (Whitewood), Fresno baya de paloma (Pigeonberry Ash) , y Quandong blanco (White Quandong).

## Descripción
Es árbol grande, crece a una altura de 45 metros de alto, y más de 2 metros de diámetro. Es con frecuencia un árbol dominante.
La corteza es de color gris plateado y delgado, con pequeñas pústulas. La base del árbol es significativamente ensanchado en la base. Otra característica distintiva son las hojas rojas viejas. Las hojas se parecen a las del palo satinado, siendo largas, delgadas y aserradas. De 9 a 18 cm de largo, alrededor de 3 cm de ancho. De color verde opaco y muy nudosas, tienen un tallo largo, de 2 a 6 cm de largo, los tallos están hinchados donde se unen con las ramas. El nuevo crecimiento de primavera es de color rosa salmón brillante, siendo el más sobresaliente del bosque lluvioso.
Las flores blancas aparecen en racimos de enero a marzo, teniendo un perfume dulce y  atractivo. Similar al cultivado Elaeocarpus reticulatus, sin embargo con racimos más largos. 
El fruto es una drupa azul, de 10 a 13 mm de largo con una cápsula dura,  a veces dos semillas. El fruto madura de octubre a enero, es comido por una gran variedad de aves del bosque lluvioso. Como muchos árboles de Elaeocarpus, la germinación es lenta y difícil, sin embargo los esquejes han probado ser más exitosos.

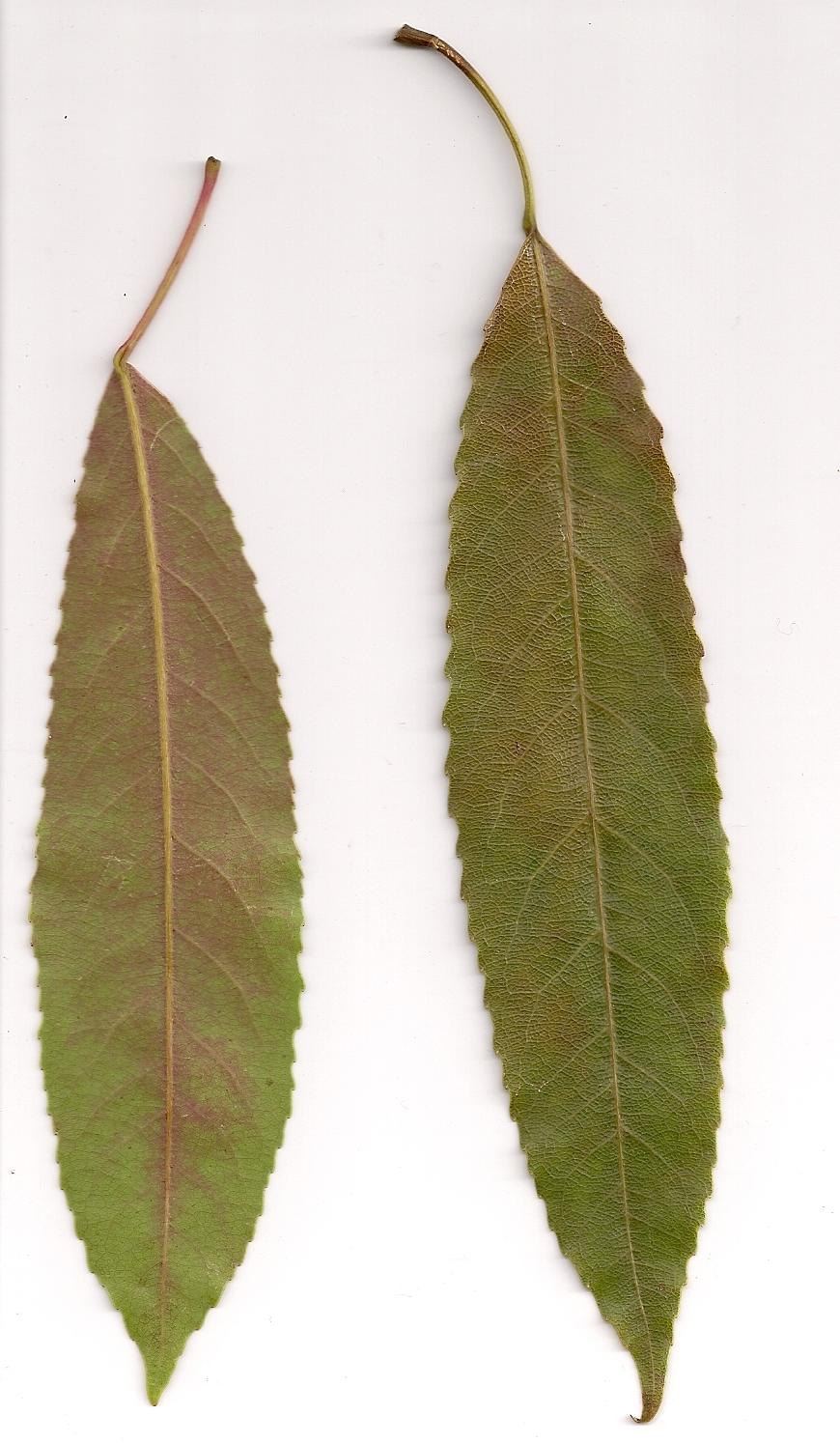
Elaeocarpus kirtonii - hojas.

## Taxonomía
Elaeocarpus angustifolius fue descrita por F.Muell. ex F.M.Bailey y publicado en A Synopsis of the Queensland Flora Suppl. 1: 8. 1886.
Sinonimia
- Elaeocarpus baeuerlenii Joseph Maiden & R.T.Baker
- Elaeocarpus longifolius C.Moore
- Elaeocarpus reticulatus var. kirtonii (F.Muell. ex F.M.Bailey) Ewart & Jean White	[2]